# Camp Peary
Camp Peary je vojaški rezervat, ki se nahaja v okrožju York ameriške zvezne države Virginija. Koordinate rezervata so Predloga:Coor d. V rezervatu se nahaja Eksperimentalno urjenje Oboroženih sil (izvirno Armed Forces Experimental Training Activity), ki je podrejen neposredno Oddelku za obrambo ZDA. 
Camp Peary zajema površino okoli 38 km². V bližini se nahaja reka York.
Med drugo svetovno vojno je Vojna mornarica ZDA vzela v upravljanje večje ozemlje v okrožju, kar je bilo pozneje poimenovano kot Camp Peary. Prvotno je bilo ozemlje namenjeno za urjenje pripadnikov Seabee enot in kot vojno taborišče nemških vojnih ujetnikov. V ta namen je Vojna mornarica izselila prebivalstvo dveh mest (Magruder in Bigler's Mill). 
Po koncu vojne je Vojna mornarica leta 1946 vrnila upravljanje zvezni državi, ki ga je nato za pet let uporabljala kot gozdni in živalski rezervat. Leta 1951 pa je Vojna mornarica ponovno prevzela upravljanje in celotno ozemlje je od takrat zaprto za javnost.
Po ustanovitvi Centralne obveščevalne agencije (CIA) je rezervat postal osnovno vadbišče za njene operativce.